# Liste des cours d'eau du Dakota du Sud
Le Dakota du Sud est traversé par le Missouri, un affluent du Mississippi, et par de nombreux autres cours d'eau.

## Liste alphabétique
- Bad River
- Belle Fourche
- Big Sioux
- Bois de Sioux
- Castle Creek
- Cherry Creek
- Cheyenne
- Elm River
- French Creek
- Grand River
- Indian River
- James River
- Jorgenson River
- Keya Paha
- Lac qui Parle
- Little Minnesota
- Petit Missouri
- Little Moreau River
- Little Vermillion River
- Little White River
- Maple River
- Missouri
- Moreau River
- North Fork Grand River
- Owl Creek
- Rapid Creek
- Redwater River
- Skunk Creek
- South Fork Grand River
- Spearfish Creek
- Split Rock Creek
- Vermillion River
- Whetstone
- White River
- Wounded Knee Creek
- Yellow Bank River, North Fork and South Fork